# Mahmut Küçükşahin
Mahmut Can Küçükşahin (* 7. April 2004 in München) ist ein türkischer Fußballspieler. Der defensive Mittelfeldspieler spielt seit seiner Jugend beim FC Augsburg.

## Karriere
Küçükşahin entstammt dem Nachwuchsleistungszentrum des FC Augsburg. Dort spielte er u. a. in den Spielzeiten 2019/20 und 2020/21 mit den B1-Junioren (U17) in der B-Junioren-Bundesliga Süd/Südwest sowie in den Spielzeiten 2021/22 und 2022/23 mit den A-Junioren (U19) in der A-Junioren-Bundesliga Süd/Südwest. Dabei wurde der defensive Mittelfeldspieler, der vereinzelt auch als Innenverteidiger eingesetzt wurde, in seinem ersten U19-Jahr Staffelmeister. In der anschließenden Endrunde um die deutsche A-Junioren-Meisterschaft scheiterte man allerdings im Halbfinale an Hertha BSC. In beiden U19-Spielzeiten absolvierte Küçükşahin parallel für die zweite Mannschaft in der viertklassigen Regionalliga Bayern seine ersten 7 Einsätze im Herrenbereich. Anfang Februar 2023 zog sich der 18-Jährige bei einem A-Junioren-Bundesligaspiel einen Kreuzbandriss zu.
Zur Saison 2023/24 rückte der noch immer verletzte Küçükşahin fest in die zweite Mannschaft auf. Im Frühjahr 2024 kehrte er in das Mannschaftstraining zurück. Im März 2024 kam er nach über 13 Monaten wieder in einem Pflichtspiel zum Einsatz. Am Ende des Monats durfte Küçükşahin während der Länderspielpause unter Jess Thorup mit der Profimannschaft trainieren und kam in einem Testspiel gegen die SpVgg Greuther Fürth aus der 2. Bundesliga zum Einsatz. Am letzten Spieltag debütierte der 20-Jährige in der Bundesliga, als er bei einer 1:2-Niederlagen gegen den bereits feststehenden deutschen Meister Bayer 04 Leverkusen kurz vor dem Spielende eingewechselt wurde. Für die zweite Mannschaft kam Küçükşahin derweil auf 10 Regionalligaeinsätze (4-mal von Beginn).
Im Juli 2024 erhielt Küçükşahin beim FCA einen Profivertrag  bis zum 30. Juni 2027 mit der Option auf ein weiteres Jahr.

## Titel
- Meister der A-Junioren-Bundesliga Süd/Südwest: 2022